# Бадјан
Бадјан (слч. Baďan) насељено је мјесто са административним статусом сеоске општине (слч. obec) у округу Банска Штјавњица, у Банскобистричком крају, Словачка Република.

## Становништво
| Година:    | 1994. | 2004.   | 2014.   | 2024.    |
| ---------- | ----- | ------- | ------- | -------- |
| Број људи: | 230   | 222     | 203     | 148      |
| Разлика:   |       | -3,47 % | -8,55 % | -27,09 % |

| Година:    | 2023. | 2024.   |
| ---------- | ----- | ------- |
| Број људи: | 149   | 148     |
| Разлика:   |       | -0,67 % |

Према подацима о броју становника из 2011. године насеље је имало 213 становника.